# Ivy Ruckman
Ivy Ruckman (25 de mayo de 1931) es una autora estadounidense de libros para niños y adultos jóvenes. Sus trabajos incluyen Melba el Cerebro y Noche del Twisters, inspirado en un 1980 acontecimiento de tornado. El último del cual estuvo hecho a una 1996 película. Noche del Twisters era un vendedor mejor. Ruckman Vidas en Salt Lake City, Utah.